# Tjuvtjärnen (Hällefors socken, Västmanland)
Tjuvtjärnen är en sjö i Hällefors kommun i Västmanland och ingår i Norrströms huvudavrinningsområde.